# Music of the Sun
Music of the Sun là album phòng thu đầu tay của nữ ca sĩ R&B gốc Barbados Rihanna. Album được phát hành ngày 30 tháng 8 năm 2005 bởi hãng đĩa Def Jam. Album thuộc các thể loại như dance-pop, dancehall, reggae và R&B ballad, nhưng được phát hành ra thị trường với thể loại reggae.

## Đánh giá
Album đã nhận được rất nhiều đánh giá khác nhau từ các nhà phê bình âm nhạc. Tạp chí Rolling Stone đánh giá 2 sao rưỡi trên 5 sao và cho đó là một album không đáng để nghe lại, tính khéo léo và nhịp điệu của các đĩa đơn với "giọng hát chung chung, hơi trục trặc và quá kiểu cách" khi chuyển điệu R&B nhờ vào "nét quyết rũ của người Caribbean". Sal Cinquemani của tạp chí Slant mô tả album như là "một ca sĩ tuổi teen hát R&B ở mấy quán rượu" và mô tả đĩa đơn đầu tay của Rihanna "Pon de Replay" như "một hỗn hợp dance và pop nhưng hơi vội vã và mang một chút "Baby Boy" của Beyoncé. Một nhận xét từ tờ Entertainment Weekly cho rằng "Chất dance và R&B trong album thật là rẻ tiền và cách soạn nhạc thì quá ủy mị, đã làm nên Music of the Sun.

## Danh sách bài hát
| STT              | Nhan đề                                                               | Sáng tác                                                                               | Producer(s)                                                | Thời lượng |
| ---------------- | --------------------------------------------------------------------- | -------------------------------------------------------------------------------------- | ---------------------------------------------------------- | ---------- |
| 1.               | "Pon de Replay"                                                       | Alisha Brooks Vada Nobles Evan Rogers Carl Sturken                                     | Nobles Rogers Sturken                                      | 4:06       |
| 2.               | "Here I Go Again" (hợp tác với J-Status)                              | Rogers Sturken Robyn Fenty J-Status                                                    | Rogers Sturken                                             | 4:11       |
| 3.               | "If It's Lovin' that You Want"                                        | Jean Claude Oliver Samuel Barnes Makeba Alaxsander Mosely Scott LaRock Lawrence Parker | Poke and Tone Spanador [a] Rogers [b] Sturken [b]          | 3:28       |
| 4.               | "You Don't Love Me (No, No, No)" (hợp tác với Vybz Kartel)            | Willie Cobbs Ellas McDaniel                                                            | Rogers Sturken D. "Supa Dups" Chin-quee                    | 4:20       |
| 5.               | "That La, La, La"                                                     | Full Force D. Emile                                                                    | Full Force D. Emile Johnny Nice [a] Rogers [b] Sturken [b] | 3:45       |
| 6.               | "The Last Time"                                                       | Rogers Sturken                                                                         | Rogers Sturken                                             | 4:53       |
| 7.               | "Willing to Wait"                                                     | Rogers Sturken Fenty Cotton Greene Henry Redd Nathan Watts June Deniece Williams       | Rogers Sturken                                             | 4:37       |
| 8.               | "Music of the Sun"                                                    | Rogers Sturken Fenty Diane Warren                                                      | Rogers Sturken                                             | 3:56       |
| 9.               | "Let Me"                                                              | Makeba Mikkel S.E Tor Erik Hermansen Rogers Sturken                                    | StarGate Rogers [a] Sturken [a]                            | 3:56       |
| 10.              | "Rush" (hợp tác với Kardinal Offishall)                               | Rogers Sturken                                                                         | Rogers Sturken                                             | 3:09       |
| 11.              | "There's a Thug in My Life" (hợp tác với J-Status)                    | Rogers Sturken E. Jordan                                                               | Rogers Sturken                                             | 3:21       |
| 12.              | "Now I Know"                                                          | Rogers Sturken Fenty                                                                   | Rogers Sturken                                             | 5:01       |
| 13.              | "Pon de Replay (Remix)" (hợp tác với Elephant Man) (bài hát bổ sung)) | Brooks Nobles Rogers Sturken                                                           | Nobles Rogers Sturken                                      | 3:37       |
| Tổng thời lượng: | Tổng thời lượng:                                                      | Tổng thời lượng:                                                                       | Tổng thời lượng:                                           | 52:20      |

| Phần bổ sung tại Anh | Phần bổ sung tại Anh              | Phần bổ sung tại Anh    | Phần bổ sung tại Anh |
| STT                  | Nhan đề                           | Sáng tác                | Thời lượng           |
| -------------------- | --------------------------------- | ----------------------- | -------------------- |
| 14.                  | "Should I" (hợp tác với J-Status) | Rogers Sturken J-Status | 3:06                 |

| Japanese bonus tracks | Japanese bonus tracks             | Japanese bonus tracks   | Japanese bonus tracks |
| STT                   | Nhan đề                           | Sáng tác                | Thời lượng            |
| --------------------- | --------------------------------- | ----------------------- | --------------------- |
| 14.                   | "Should I" (hợp tác với J-Status) | Rogers Sturken J-Status | 3:06                  |
| 15.                   | "Hypnotized"                      | Rogers Sturken Fenty    | 4:15                  |

| Bản Đặc biệt Japan Tour DVD | Bản Đặc biệt Japan Tour DVD                    | Bản Đặc biệt Japan Tour DVD |
| STT                         | Nhan đề                                        | Thời lượng                  |
| --------------------------- | ---------------------------------------------- | --------------------------- |
| 1.                          | "Pon de Replay" (video âm nhạc)                |                             |
| 2.                          | "If It's Lovin' That You Want" (video âm nhạc) |                             |
| 3.                          | "Rihanna EPK"                                  |                             |

## Xếp hạng
| Chart (2005-06)                     | Peak position |
| ----------------------------------- | ------------- |
| Australia Hitseekers Albums (ARIA)  | 18            |
| Australia Urban Albums (ARIA)       | 26            |
| Album Áo (Ö3 Austria)               | 45            |
| Album Canada (Billboard)            | 7             |
| Album Hà Lan (Album Top 100)        | 98            |
| Album Pháp (SNEP)                   | 93            |
| Album Đức (Offizielle Top 100)      | 31            |
| Album New Zealand (RMNZ)            | 26            |
| Album Thụy Sĩ (Schweizer Hitparade) | 38            |
| Album Anh Quốc (OCC)                | 35            |
| Mỹ Billboard 200                    | 10            |
| Mỹ R&B/Hip Hop Albums (Billboard)   | 6             |

## Chứng nhận
| Quốc gia                                                                           | Chứng nhận | Số đơn vị/doanh số chứng nhận |
| ---------------------------------------------------------------------------------- | ---------- | ----------------------------- |
| Canada (CRIA)                                                                      | Platinum   | 80,000^                       |
| Nhật Bản (RIAJ)                                                                    | Gold       | 100.000^                      |
| New Zealand (RMNZ)                                                                 | Gold       | 7.500^                        |
| United Kingdom (BPI)                                                               | Gold       | 100,000^                      |
| United States (RIAA)                                                               | Gold       | 623,000                       |
| * Chứng nhận dựa theo doanh số tiêu thụ. ^ Chứng nhận dựa theo doanh số nhập hàng. |            |                               |